# Jacques Chaudron
Jacques Auguste Chaudron, född 2 juni 1889 i Paris, död där 16 juni 1969, var en fransk ishockeyspelare. Han var med i det franska ishockeylandslaget som kom på delad femte plats i de olympiska vinterspelen 1924 i Chamonix.